# 江家慶
江家慶（PKKing），台灣原型師（原創模型師）。高中就讀大明高中廣告設計科，四技就讀東方設計學院美術工藝系。當兵退伍後曾任職於彰化比爾模型工作室，負責模型代工。半年後離職自行接單。曾在多家百貨公司展示作品，2012年獲得日本Hobby Japan-GOOD SMILE模型師甄選會亞洲區冠軍。2016年起任教於大葉大學多媒體數位內容學位學程。

## 參展
- 2007 台北國際公仔創作大展 參展
- 2007 台中中友百貨公仔展 參展
- 2009 日本夏季國際WF參展
- 2010 日本冬季季國際WF參展
- 2011 台北京華城-人型創作展
- 2012 台北華山文創特區-國際玩具大展

## 得獎
- 2008 冬季 香港GK大賽 銅賞
- 2009 台灣全國高手盃 模型大賽 第2名
- 2009 新竹市政府第一屆模型比賽-人型組第一名
- 2012 TRY OUTinASIA事务局-亞洲區比賽-代工組-最优秀奖
- 2015 美國紐澤西jerseyfestfair -The Best Show 冠軍
- 2015 美國紐澤西jerseyfestfair -Jordu Schell Award